# South Carolinas flagga
South Carolinas flagga tillkom 1775 men antogs först 1861. South Carolina blev amerikansk delstat 1788.
1861 utträdde South Carolina ur Amerikas förenta stater och antog sin flagga, som behölls när delstaten tillsammans med de andra sydstaterna senare återanslöt sig till unionen.